# Donostia International Physics Center
Donostia International Physics Center (DIPC) és una fundació amb seu a Sant Sebastià creada l'any 1999 amb la intenció de promoure la investigació científica bàsica en ciència de materials. Està governada per un patronat el qual té com a membres actuals: el Govern Basc, la Universitat del País Basc, l'Ajuntament de Sant Sebastià, Kutxa, Naturgas (des de 2004), Telefónica (des de 2005), Mapfre (des de 2008), i CAF. Anteriorment Iberdrola també va participar en la fundació entre el 2000 i el 2003.
Des de la seva creació sempre ha estat presidida per Pedro Miguel Echenique,i sempre ha tingut un fort compromís amb la internacionalització. L'any 2010 tenia una xarxa de 1.228 científics externs col·laboradors i ja havia propiciat la publicació de 1.200 artícles a revistes especialitzades.
| «                                               | La millor forma de que els nostres investigadors s'eduquin en ciència és que ho facin juntament amb els científics que la fan bé. per això és tan important la internacionalització. | » |
| — Pedro Miguel Echenique, durant la inauguració | |   |